# Jonathan Midol
Jonathan Midol (* 13. Januar 1988 in Annecy) ist ein französischer Freestyle-Skier. Er startet in der Disziplin Skicross, ebenso wie sein Bruder Bastien Midol.

## Werdegang
Midol begann seine Sportkarriere als alpiner Skirennläufer. Dabei trat er von 2003 bis 2011 vorwiegend bei FIS-Rennen an. Seinen größten Erfolg dabei hatte er bei den Winter-Universiade 2009 in Yabuli. Dort gewann er im Slalom und im Riesenslalom die Bronzemedaille. Ende der Saison 2010/11 wechselte er zur Freestyle-Disziplin Skicross. Sein erstes Freestyle-Weltcuprennen fuhr er im Dezember 2011 in Innichen, welches er auf den 41. Rang beendete. Im Januar 2013 erreichte er mit dem vierten Platz in Les Contamines seine erste Top-Zehn-Platzierung im Weltcup. Bei den Freestyle-Skiing-Weltmeisterschaften 2013 in Voss kam er auf den 51. Platz. Bei seiner ersten Olympiateilnahme 2014 in Sotschi kam er ins Finale und gewann dabei die Bronzemedaille. Im März 2014 erreichte er mit dem zweiten Platz in Åre seine erste Weltcuppodestplatzierung. In der Saison 2014/15 errang er in Val Thorens den zweiten Platz und belegte zum Saisonende den 12. Platz im Skicross-Weltcup. Bei den Freestyle-Skiing-Weltmeisterschaften 2015 am Kreischberg kam er auf den 11. Platz.
Am 21. Dezember 2018 konnte Midol in Innichen seinen ersten Weltcupsieg feiern.

## Weltcup-Gesamtplatzierungen
| Saison  | Gesamt | Gesamt | Skicross | Skicross |
| Saison  | Platz  | Punkte | Platz    | Punkte   |
| ------- | ------ | ------ | -------- | -------- |
| 2011/12 | 203.   | 2      | 50.      | 18       |
| 2012/13 | 63.    | 18     | 14.      | 181      |
| 2013/14 | 58.    | 20     | 14.      | 221      |
| 2014/15 | 45.    | 21     | 12.      | 232      |
| 2015/16 | 88.    | 14,50  | 20.      | 174      |
| 2016/17 | 110.   | 11,43  | 23.      | 160      |
| 2017/18 | 222.   | 3      | 42.      | 30       |
| 2018/19 | 40.    | 25,82  | 7.       | 284      |
| 2019/20 | 52.    | 23,55  | 10.      | 259      |
| 2020/21 |        |        | 8.       | 328      |

### Weltmeisterschaften
- Idre 2021: 11. Skicross